# Liste des planètes mineures (791001-792000)
Voici la liste des planètes mineures numérotées de 791001 à 792000. Les planètes mineures sont numérotées lorsque leur orbite est confirmée, ce qui peut parfois se produire longtemps après leur découverte. Elles sont classées ici par leur numéro.

## Planètes mineures 791001 à 792000
- (791001) 2019 JQ74
- (791002) 2019 JH77
- (791003) 2019 JQ82
- (791004) 2019 JE83
- (791005) 2019 JC84
- (791006) 2019 JE107
- (791007) 2019 JX120
- (791008) 2019 JR121
- (791009) 2019 KG6
- (791010) 2019 KA13
- (791011) 2019 KH16
- (791012) 2019 KO20
- (791013) 2019 KA25
- (791014) 2019 KC29
- (791015) 2019 KC35
- (791016) 2019 KF36
- (791017) 2019 KJ38
- (791018) 2019 KO52
- (791019) 2019 KG53
- (791020) 2019 KC63
- (791021) 2019 KP74
- (791022) 2019 KZ77
- (791023) 2019 KB79
- (791024) 2019 LM6
- (791025) 2019 LK14
- (791026) 2019 LY14
- (791027) 2019 LG15
- (791028) 2019 LR18
- (791029) 2019 LS18
- (791030) 2019 LM19
- (791031) 2019 LP21
- (791032) 2019 LZ21
- (791033) 2019 LN29
- (791034) 2019 LG30
- (791035) 2019 MB11
- (791036) 2019 MV11
- (791037) 2019 MA12
- (791038) 2019 MB12
- (791039) 2019 MZ12
- (791040) 2019 MK13
- (791041) 2019 MM18
- (791042) 2019 MU18
- (791043) 2019 MT24
- (791044) 2019 MD25
- (791045) 2019 ML25
- (791046) 2019 MP25
- (791047) 2019 MU25
- (791048) 2019 MY25
- (791049) 2019 MS27
- (791050) 2019 MV27
- (791051) 2019 MC29
- (791052) 2019 NH9
- (791053) 2019 ND24
- (791054) 2019 NC35
- (791055) 2019 NX36
- (791056) 2019 NY36
- (791057) 2019 NF37
- (791058) 2019 NH37
- (791059) 2019 NA38
- (791060) 2019 NC38
- (791061) 2019 NN38
- (791062) 2019 NU38
- (791063) 2019 NY38
- (791064) 2019 NN39
- (791065) 2019 NA40
- (791066) 2019 NG40
- (791067) 2019 NC42
- (791068) 2019 ND42
- (791069) 2019 NG48
- (791070) 2019 NH48
- (791071) 2019 NL48
- (791072) 2019 NG51
- (791073) 2019 NW51
- (791074) 2019 NF52
- (791075) 2019 NM52
- (791076) 2019 NG53
- (791077) 2019 NL53
- (791078) 2019 NS58
- (791079) 2019 NB59
- (791080) 2019 NK64
- (791081) 2019 NZ64
- (791082) 2019 NT71
- (791083) 2019 NG72
- (791084) 2019 NK74
- (791085) 2019 NT74
- (791086) 2019 NA78
- (791087) 2019 NO78
- (791088) 2019 NV78
- (791089) 2019 NZ78
- (791090) 2019 NA79
- (791091) 2019 NB79
- (791092) 2019 NJ79
- (791093) 2019 NX82
- (791094) 2019 NT85
- (791095) 2019 NX91
- (791096) 2019 NP95
- (791097) 2019 NO96
- (791098) 2019 NU113
- (791099) 2019 NY115
- (791100) 2019 NW116
- (791101) 2019 NT118
- (791102) 2019 OV11
- (791103) 2019 OE21
- (791104) 2019 OA24
- (791105) 2019 OD24
- (791106) 2019 OR26
- (791107) 2019 OS26
- (791108) 2019 OW27
- (791109) 2019 OT28
- (791110) 2019 OA32
- (791111) 2019 OB32
- (791112) 2019 OX33
- (791113) 2019 OC34
- (791114) 2019 OL36
- (791115) 2019 OY36
- (791116) 2019 OJ37
- (791117) 2019 OW37
- (791118) 2019 OZ38
- (791119) 2019 OC39
- (791120) 2019 OW39
- (791121) 2019 OA40
- (791122) 2019 OP41
- (791123) 2019 OA46
- (791124) 2019 PW10
- (791125) 2019 PZ17
- (791126) 2019 PO32
- (791127) 2019 PR32
- (791128) 2019 PD34
- (791129) 2019 PG35
- (791130) 2019 PV35
- (791131) 2019 PL36
- (791132) 2019 PR41
- (791133) 2019 PS41
- (791134) 2019 PJ45
- (791135) 2019 PO45
- (791136) 2019 PP51
- (791137) 2019 PH56
- (791138) 2019 PP61
- (791139) 2019 PN67
- (791140) 2019 PS67
- (791141) 2019 PB68
- (791142) 2019 PF68
- (791143) 2019 PL68
- (791144) 2019 PP68
- (791145) 2019 PR68
- (791146) 2019 PT68
- (791147) 2019 PV68
- (791148) 2019 PO69
- (791149) 2019 PD70
- (791150) 2019 PN70
- (791151) 2019 PT70
- (791152) 2019 PC71
- (791153) 2019 PH71
- (791154) 2019 PN71
- (791155) 2019 PK76
- (791156) 2019 PU83
- (791157) 2019 PY88
- (791158) 2019 PZ88
- (791159) 2019 PB95
- (791160) 2019 PX97
- (791161) 2019 QY2
- (791162) 2019 QW6
- (791163) 2019 QX10
- (791164) 2019 QE14
- (791165) 2019 QE19
- (791166) 2019 QU30
- (791167) 2019 QA31
- (791168) 2019 QN31
- (791169) 2019 QB32
- (791170) 2019 QT32
- (791171) 2019 QD33
- (791172) 2019 QR44
- (791173) 2019 QS49
- (791174) 2019 QW49
- (791175) 2019 QB50
- (791176) 2019 QH50
- (791177) 2019 QO57
- (791178) 2019 QM66
- (791179) 2019 QM72
- (791180) 2019 QO74
- (791181) 2019 QZ76
- (791182) 2019 QO79
- (791183) 2019 QW79
- (791184) 2019 QO94
- (791185) 2019 QK115
- (791186) 2019 QM115
- (791187) 2019 RK19
- (791188) 2019 RJ20
- (791189) 2019 RO22
- (791190) 2019 RN28
- (791191) 2019 RO28
- (791192) 2019 RP28
- (791193) 2019 RX28
- (791194) 2019 RB29
- (791195) 2019 RK29
- (791196) 2019 RE30
- (791197) 2019 RG30
- (791198) 2019 RM30
- (791199) 2019 RF31
- (791200) 2019 RY32
- (791201) 2019 RL33
- (791202) 2019 RM33
- (791203) 2019 RF34
- (791204) 2019 RT42
- (791205) 2019 RE43
- (791206) 2019 RS48
- (791207) 2019 RT48
- (791208) 2019 RY48
- (791209) 2019 RP54
- (791210) 2019 RH56
- (791211) 2019 RO57
- (791212) 2019 RV58
- (791213) 2019 RP59
- (791214) 2019 RF61
- (791215) 2019 RO62
- (791216) 2019 RZ62
- (791217) 2019 RE63
- (791218) 2019 RZ72
- (791219) 2019 RD77
- (791220) 2019 RA84
- (791221) 2019 RO85
- (791222) 2019 RU89
- (791223) 2019 SV4
- (791224) 2019 SU17
- (791225) 2019 SU18
- (791226) 2019 SE22
- (791227) 2019 SU24
- (791228) 2019 SF26
- (791229) 2019 SC38
- (791230) 2019 SF49
- (791231) 2019 SK52
- (791232) 2019 SM59
- (791233) 2019 SN61
- (791234) 2019 SB65
- (791235) 2019 SK65
- (791236) 2019 SD66
- (791237) 2019 SJ70
- (791238) 2019 SL72
- (791239) 2019 SW79
- (791240) 2019 SJ80
- (791241) 2019 SJ82
- (791242) 2019 SQ82
- (791243) 2019 SW82
- (791244) 2019 SA83
- (791245) 2019 SB83
- (791246) 2019 SD83
- (791247) 2019 SK83
- (791248) 2019 SL83
- (791249) 2019 SN83
- (791250) 2019 ST83
- (791251) 2019 SB84
- (791252) 2019 SJ84
- (791253) 2019 SK84
- (791254) 2019 ST84
- (791255) 2019 SU84
- (791256) 2019 SX84
- (791257) 2019 SF85
- (791258) 2019 SH85
- (791259) 2019 SU85
- (791260) 2019 SV85
- (791261) 2019 SD86
- (791262) 2019 SG86
- (791263) 2019 SB87
- (791264) 2019 SA88
- (791265) 2019 SP88
- (791266) 2019 SY88
- (791267) 2019 SV89
- (791268) 2019 SZ91
- (791269) 2019 SB92
- (791270) 2019 SM92
- (791271) 2019 SN95
- (791272) 2019 SP95
- (791273) 2019 SF98
- (791274) 2019 SB105
- (791275) 2019 SF105
- (791276) 2019 SJ106
- (791277) 2019 SW109
- (791278) 2019 SH118
- (791279) 2019 SK121
- (791280) 2019 SX136
- (791281) 2019 SY136
- (791282) 2019 SD144
- (791283) 2019 SZ148
- (791284) 2019 SG149
- (791285) 2019 SZ149
- (791286) 2019 SW151
- (791287) 2019 SK155
- (791288) 2019 SS155
- (791289) 2019 SE156
- (791290) 2019 SF158
- (791291) 2019 SJ166
- (791292) 2019 SR166
- (791293) 2019 SF167
- (791294) 2019 SF174
- (791295) 2019 SJ174
- (791296) 2019 SM177
- (791297) 2019 ST177
- (791298) 2019 SU177
- (791299) 2019 SG178
- (791300) 2019 SA179
- (791301) 2019 SG179
- (791302) 2019 SU179
- (791303) 2019 SJ184
- (791304) 2019 SO185
- (791305) 2019 SP185
- (791306) 2019 ST185
- (791307) 2019 SC186
- (791308) 2019 SD186
- (791309) 2019 SA187
- (791310) 2019 ST189
- (791311) 2019 SA190
- (791312) 2019 SV190
- (791313) 2019 SL194
- (791314) 2019 SS204
- (791315) 2019 SN205
- (791316) 2019 SV216
- (791317) 2019 SR218
- (791318) 2019 SL221
- (791319) 2019 SU231
- (791320) 2019 SO238
- (791321) 2019 SX246
- (791322) 2019 SB251
- (791323) 2019 SN270
- (791324) 2019 TP9
- (791325) 2019 TQ9
- (791326) 2019 TU9
- (791327) 2019 TF14
- (791328) 2019 TH15
- (791329) 2019 TV15
- (791330) 2019 TQ20
- (791331) 2019 TW25
- (791332) 2019 TW30
- (791333) 2019 TO32
- (791334) 2019 TH34
- (791335) 2019 TK34
- (791336) 2019 TM34
- (791337) 2019 TU34
- (791338) 2019 TV34
- (791339) 2019 TL35
- (791340) 2019 TM35
- (791341) 2019 TP35
- (791342) 2019 TW35
- (791343) 2019 TG36
- (791344) 2019 TK36
- (791345) 2019 TF37
- (791346) 2019 TK37
- (791347) 2019 TW38
- (791348) 2019 TR40
- (791349) 2019 TZ40
- (791350) 2019 TO42
- (791351) 2019 TN43
- (791352) 2019 TY45
- (791353) 2019 TV51
- (791354) 2019 TL52
- (791355) 2019 TH66
- (791356) 2019 TV66
- (791357) 2019 TY66
- (791358) 2019 TH67
- (791359) 2019 TQ72
- (791360) 2019 TG74
- (791361) 2019 TG76
- (791362) 2019 TJ77
- (791363) 2019 TK77
- (791364) 2019 TZ77
- (791365) 2019 TY78
- (791366) 2019 TP79
- (791367) 2019 TD80
- (791368) 2019 TZ80
- (791369) 2019 TA82
- (791370) 2019 TM83
- (791371) 2019 TV84
- (791372) 2019 TR89
- (791373) 2019 TB94
- (791374) 2019 TX94
- (791375) 2019 TC98
- (791376) 2019 UB15
- (791377) 2019 UE19
- (791378) 2019 UB20
- (791379) 2019 UP20
- (791380) 2019 UE21
- (791381) 2019 UU22
- (791382) 2019 UK23
- (791383) 2019 UY23
- (791384) 2019 UY24
- (791385) 2019 UU31
- (791386) 2019 UX31
- (791387) 2019 UW32
- (791388) 2019 UL33
- (791389) 2019 UM33
- (791390) 2019 UN33
- (791391) 2019 UW33
- (791392) 2019 UX33
- (791393) 2019 UY33
- (791394) 2019 UB34
- (791395) 2019 UE34
- (791396) 2019 UJ34
- (791397) 2019 UL34
- (791398) 2019 UP34
- (791399) 2019 UZ34
- (791400) 2019 UB35
- (791401) 2019 UG35
- (791402) 2019 UV35
- (791403) 2019 UG36
- (791404) 2019 UK36
- (791405) 2019 UR36
- (791406) 2019 US37
- (791407) 2019 UU37
- (791408) 2019 UZ37
- (791409) 2019 UG40
- (791410) 2019 UL48
- (791411) 2019 UP48
- (791412) 2019 UW51
- (791413) 2019 UV52
- (791414) 2019 UL56
- (791415) 2019 UN57
- (791416) 2019 UK58
- (791417) 2019 UF59
- (791418) 2019 UM60
- (791419) 2019 UZ60
- (791420) 2019 UL61
- (791421) 2019 UP61
- (791422) 2019 UK66
- (791423) 2019 UK67
- (791424) 2019 UR69
- (791425) 2019 UJ73
- (791426) 2019 UT83
- (791427) 2019 UF87
- (791428) 2019 UW92
- (791429) 2019 UN94
- (791430) 2019 UO96
- (791431) 2019 US97
- (791432) 2019 UR100
- (791433) 2019 UJ101
- (791434) 2019 UN101
- (791435) 2019 UX101
- (791436) 2019 UZ101
- (791437) 2019 UO102
- (791438) 2019 UE103
- (791439) 2019 UV103
- (791440) 2019 UZ104
- (791441) 2019 US106
- (791442) 2019 UN107
- (791443) 2019 UX113
- (791444) 2019 UK114
- (791445) 2019 UX114
- (791446) 2019 UN115
- (791447) 2019 UG117
- (791448) 2019 UC119
- (791449) 2019 UX120
- (791450) 2019 UZ120
- (791451) 2019 UB121
- (791452) 2019 UE121
- (791453) 2019 UX122
- (791454) 2019 UX123
- (791455) 2019 UP124
- (791456) 2019 UM126
- (791457) 2019 UB127
- (791458) 2019 UD127
- (791459) 2019 UK128
- (791460) 2019 UQ130
- (791461) 2019 UJ151
- (791462) 2019 UH154
- (791463) 2019 UE161
- (791464) 2019 UV161
- (791465) 2019 UK162
- (791466) 2019 UL165
- (791467) 2019 UA166
- (791468) 2019 UH167
- (791469) 2019 US193
- (791470) 2019 UW195
- (791471) 2019 UT196
- (791472) 2019 VT6
- (791473) 2019 VT7
- (791474) 2019 VC8
- (791475) 2019 VD8
- (791476) 2019 VF8
- (791477) 2019 VQ8
- (791478) 2019 VD19
- (791479) 2019 VO19
- (791480) 2019 VG21
- (791481) 2019 VK21
- (791482) 2019 VO23
- (791483) 2019 VF24
- (791484) 2019 VD25
- (791485) 2019 VQ25
- (791486) 2019 VU25
- (791487) 2019 VV25
- (791488) 2019 VM28
- (791489) 2019 VB29
- (791490) 2019 VN29
- (791491) 2019 VQ29
- (791492) 2019 VT29
- (791493) 2019 VV29
- (791494) 2019 VV30
- (791495) 2019 VB31
- (791496) 2019 VC31
- (791497) 2019 VS31
- (791498) 2019 VX32
- (791499) 2019 VQ33
- (791500) 2019 VW33
- (791501) 2019 VL34
- (791502) 2019 VM34
- (791503) 2019 VZ37
- (791504) 2019 VA38
- (791505) 2019 VB43
- (791506) 2019 VP43
- (791507) 2019 WJ1
- (791508) 2019 WR7
- (791509) 2019 WX7
- (791510) 2019 WG8
- (791511) 2019 WJ10
- (791512) 2019 WN11
- (791513) 2019 WV11
- (791514) 2019 WD13
- (791515) 2019 WU13
- (791516) 2019 WG16
- (791517) 2019 WF18
- (791518) 2019 WO18
- (791519) 2019 WQ18
- (791520) 2019 WD19
- (791521) 2019 WW20
- (791522) 2019 WP21
- (791523) 2019 WA22
- (791524) 2019 WN22
- (791525) 2019 WK23
- (791526) 2019 WF30
- (791527) 2019 WB40
- (791528) 2019 XN4
- (791529) 2019 XO4
- (791530) 2019 XT4
- (791531) 2019 XE5
- (791532) 2019 XF5
- (791533) 2019 XR9
- (791534) 2019 XK10
- (791535) 2019 XW10
- (791536) 2019 XU11
- (791537) 2019 XJ12
- (791538) 2019 XA13
- (791539) 2019 XQ13
- (791540) 2019 XR13
- (791541) 2019 XV13
- (791542) 2019 XH14
- (791543) 2019 XC15
- (791544) 2019 XF15
- (791545) 2019 XE17
- (791546) 2019 XY17
- (791547) 2019 XZ18
- (791548) 2019 XM19
- (791549) 2019 XZ20
- (791550) 2019 YY7
- (791551) 2019 YC8
- (791552) 2019 YF8
- (791553) 2019 YL8
- (791554) 2019 YW8
- (791555) 2019 YN10
- (791556) 2019 YQ10
- (791557) 2019 YU10
- (791558) 2019 YW10
- (791559) 2019 YX10
- (791560) 2019 YA13
- (791561) 2019 YQ14
- (791562) 2019 YW16
- (791563) 2019 YA19
- (791564) 2019 YE19
- (791565) 2019 YX20
- (791566) 2019 YV22
- (791567) 2019 YB27
- (791568) 2019 YF28
- (791569) 2019 YM35
- (791570) 2019 YV36
- (791571) 2019 YW36
- (791572) 2019 YG37
- (791573) 2019 YP37
- (791574) 2019 YT37
- (791575) 2019 YU37
- (791576) 2019 YZ38
- (791577) 2019 YE39
- (791578) 2019 YE41
- (791579) 2019 YM41
- (791580) 2019 YW42
- (791581) 2019 YZ42
- (791582) 2019 YY48
- (791583) 2019 YT50
- (791584) 2019 YL51
- (791585) 2019 YK54
- (791586) 2019 YO56
- (791587) 2020 AD3
- (791588) 2020 AK4
- (791589) 2020 AQ4
- (791590) 2020 AR4
- (791591) 2020 AD5
- (791592) 2020 AH5
- (791593) 2020 AW5
- (791594) 2020 AC6
- (791595) 2020 AD6
- (791596) 2020 AH6
- (791597) 2020 AV10
- (791598) 2020 AB11
- (791599) 2020 AK21
- (791600) 2020 AC22
- (791601) 2020 AX26
- (791602) 2020 AO27
- (791603) 2020 BE17
- (791604) 2020 BN17
- (791605) 2020 BP17
- (791606) 2020 BQ17
- (791607) 2020 BS17
- (791608) 2020 BU17
- (791609) 2020 BC18
- (791610) 2020 BF18
- (791611) 2020 BK18
- (791612) 2020 BR18
- (791613) 2020 BW18
- (791614) 2020 BP19
- (791615) 2020 BY19
- (791616) 2020 BW20
- (791617) 2020 BH21
- (791618) 2020 BL21
- (791619) 2020 BN21
- (791620) 2020 BQ21
- (791621) 2020 BS21
- (791622) 2020 BY21
- (791623) 2020 BN23
- (791624) 2020 BY28
- (791625) 2020 BG30
- (791626) 2020 BS30
- (791627) 2020 BZ30
- (791628) 2020 BH32
- (791629) 2020 BL35
- (791630) 2020 BF38
- (791631) 2020 BS41
- (791632) 2020 BT43
- (791633) 2020 BX45
- (791634) 2020 BG46
- (791635) 2020 BR46
- (791636) 2020 BU47
- (791637) 2020 BM49
- (791638) 2020 BN55
- (791639) 2020 BY56
- (791640) 2020 BD57
- (791641) 2020 BF57
- (791642) 2020 BL61
- (791643) 2020 BN61
- (791644) 2020 BP61
- (791645) 2020 BQ62
- (791646) 2020 BA63
- (791647) 2020 BM63
- (791648) 2020 BS63
- (791649) 2020 BS65
- (791650) 2020 BL66
- (791651) 2020 BO67
- (791652) 2020 BW67
- (791653) 2020 BJ68
- (791654) 2020 BB69
- (791655) 2020 BF69
- (791656) 2020 BO70
- (791657) 2020 BT71
- (791658) 2020 BY71
- (791659) 2020 BC72
- (791660) 2020 BJ72
- (791661) 2020 BB73
- (791662) 2020 BC73
- (791663) 2020 BN74
- (791664) 2020 BD75
- (791665) 2020 BJ76
- (791666) 2020 BT76
- (791667) 2020 BU76
- (791668) 2020 BZ76
- (791669) 2020 BB77
- (791670) 2020 BG77
- (791671) 2020 BV77
- (791672) 2020 BX77
- (791673) 2020 BD78
- (791674) 2020 BL78
- (791675) 2020 BG79
- (791676) 2020 BZ79
- (791677) 2020 BB80
- (791678) 2020 BD80
- (791679) 2020 BW80
- (791680) 2020 BE81
- (791681) 2020 BH81
- (791682) 2020 BQ81
- (791683) 2020 BT81
- (791684) 2020 BX81
- (791685) 2020 BH82
- (791686) 2020 BZ82
- (791687) 2020 BD83
- (791688) 2020 BV83
- (791689) 2020 BM84
- (791690) 2020 BX84
- (791691) 2020 BD85
- (791692) 2020 BP87
- (791693) 2020 BX87
- (791694) 2020 BS89
- (791695) 2020 BM92
- (791696) 2020 BK93
- (791697) 2020 BW93
- (791698) 2020 BT94
- (791699) 2020 BU94
- (791700) 2020 BH95
- (791701) 2020 BK95
- (791702) 2020 BP96
- (791703) 2020 BJ98
- (791704) 2020 BO98
- (791705) 2020 BW98
- (791706) 2020 BL99
- (791707) 2020 BN99
- (791708) 2020 BU100
- (791709) 2020 BZ101
- (791710) 2020 BH104
- (791711) 2020 BN104
- (791712) 2020 BV107
- (791713) 2020 BR111
- (791714) 2020 BU114
- (791715) 2020 BA117
- (791716) 2020 BJ117
- (791717) 2020 BD118
- (791718) 2020 BM118
- (791719) 2020 BR118
- (791720) 2020 BX118
- (791721) 2020 BZ118
- (791722) 2020 BO120
- (791723) 2020 BE125
- (791724) 2020 BG125
- (791725) 2020 BB128
- (791726) 2020 BN134
- (791727) 2020 BX135
- (791728) 2020 BB136
- (791729) 2020 BN136
- (791730) 2020 BP136
- (791731) 2020 BR136
- (791732) 2020 BO138
- (791733) 2020 BN139
- (791734) 2020 BE140
- (791735) 2020 BZ140
- (791736) 2020 BN143
- (791737) 2020 BO143
- (791738) 2020 BF145
- (791739) 2020 BL147
- (791740) 2020 BL165
- (791741) 2020 BK171
- (791742) 2020 CN7
- (791743) 2020 CY7
- (791744) 2020 CG9
- (791745) 2020 CM9
- (791746) 2020 DM5
- (791747) 2020 DO5
- (791748) 2020 DB6
- (791749) 2020 DX7
- (791750) 2020 DG8
- (791751) 2020 DT9
- (791752) 2020 DP10
- (791753) 2020 DV10
- (791754) 2020 DA11
- (791755) 2020 DB11
- (791756) 2020 DQ13
- (791757) 2020 DE14
- (791758) 2020 DZ14
- (791759) 2020 DS16
- (791760) 2020 DU16
- (791761) 2020 DU18
- (791762) 2020 DY18
- (791763) 2020 DA19
- (791764) 2020 DC19
- (791765) 2020 EJ1
- (791766) 2020 EN2
- (791767) 2020 EL3
- (791768) 2020 EY3
- (791769) 2020 EG4
- (791770) 2020 EJ4
- (791771) 2020 FG7
- (791772) 2020 FZ7
- (791773) 2020 FN8
- (791774) 2020 FO8
- (791775) 2020 FS8
- (791776) 2020 FV8
- (791777) 2020 FE9
- (791778) 2020 FG9
- (791779) 2020 FL9
- (791780) 2020 FX9
- (791781) 2020 FG10
- (791782) 2020 FO11
- (791783) 2020 FS11
- (791784) 2020 FH12
- (791785) 2020 FQ12
- (791786) 2020 FL18
- (791787) 2020 FS21
- (791788) 2020 FK23
- (791789) 2020 FN26
- (791790) 2020 FT26
- (791791) 2020 FV28
- (791792) 2020 FL30
- (791793) 2020 FC31
- (791794) 2020 FN32
- (791795) 2020 FE33
- (791796) 2020 FM34
- (791797) 2020 FX34
- (791798) 2020 FU35
- (791799) 2020 FY43
- (791800) 2020 FZ43
- (791801) 2020 FE45
- (791802) 2020 GJ4
- (791803) 2020 GQ4
- (791804) 2020 GR4
- (791805) 2020 GG6
- (791806) 2020 GE8
- (791807) 2020 GN9
- (791808) 2020 GW12
- (791809) 2020 GJ17
- (791810) 2020 GP19
- (791811) 2020 GB23
- (791812) 2020 GW23
- (791813) 2020 GG26
- (791814) 2020 GH27
- (791815) 2020 GY28
- (791816) 2020 GM29
- (791817) 2020 GK30
- (791818) 2020 GB31
- (791819) 2020 GH32
- (791820) 2020 GH33
- (791821) 2020 HP11
- (791822) 2020 HB12
- (791823) 2020 HD12
- (791824) 2020 HM14
- (791825) 2020 HC15
- (791826) 2020 HG17
- (791827) 2020 HM17
- (791828) 2020 HP19
- (791829) 2020 HU22
- (791830) 2020 HF23
- (791831) 2020 HS23
- (791832) 2020 HV23
- (791833) 2020 HB28
- (791834) 2020 HU28
- (791835) 2020 HB30
- (791836) 2020 HJ30
- (791837) 2020 HR34
- (791838) 2020 HW34
- (791839) 2020 HC35
- (791840) 2020 HM36
- (791841) 2020 HD38
- (791842) 2020 HJ38
- (791843) 2020 HS38
- (791844) 2020 HG39
- (791845) 2020 HM42
- (791846) 2020 HQ44
- (791847) 2020 HF46
- (791848) 2020 HW53
- (791849) 2020 HC57
- (791850) 2020 HB66
- (791851) 2020 HG66
- (791852) 2020 HS66
- (791853) 2020 HA67
- (791854) 2020 HE67
- (791855) 2020 HG67
- (791856) 2020 HO67
- (791857) 2020 HT67
- (791858) 2020 HT72
- (791859) 2020 HX75
- (791860) 2020 HE81
- (791861) 2020 HA82
- (791862) 2020 HE83
- (791863) 2020 HM84
- (791864) 2020 HL88
- (791865) 2020 HN91
- (791866) 2020 HQ91
- (791867) 2020 HC94
- (791868) 2020 HR98
- (791869) 2020 HD99
- (791870) 2020 HE99
- (791871) 2020 HV109
- (791872) 2020 HD111
- (791873) 2020 HS112
- (791874) 2020 HV112
- (791875) 2020 HA114
- (791876) 2020 HQ114
- (791877) 2020 HR114
- (791878) 2020 HH116
- (791879) 2020 HD117
- (791880) 2020 HY117
- (791881) 2020 HW118
- (791882) 2020 HQ119
- (791883) 2020 HT122
- (791884) 2020 HT125
- (791885) 2020 HT138
- (791886) 2020 HU141
- (791887) 2020 HJ144
- (791888) 2020 HM146
- (791889) 2020 HP150
- (791890) 2020 HT154
- (791891) 2020 HO160
- (791892) 2020 HP162
- (791893) 2020 HU162
- (791894) 2020 HJ165
- (791895) 2020 HQ166
- (791896) 2020 HM167
- (791897) 2020 HQ169
- (791898) 2020 HD179
- (791899) 2020 HH179
- (791900) 2020 HE180
- (791901) 2020 HP180
- (791902) 2020 HH184
- (791903) 2020 HO185
- (791904) 2020 JS5
- (791905) 2020 JK18
- (791906) 2020 JR18
- (791907) 2020 JV20
- (791908) 2020 JB22
- (791909) 2020 JT31
- (791910) 2020 JT32
- (791911) 2020 JY35
- (791912) 2020 JC36
- (791913) 2020 JE36
- (791914) 2020 JH45
- (791915) 2020 JK45
- (791916) 2020 JM45
- (791917) 2020 JR45
- (791918) 2020 JU45
- (791919) 2020 JC46
- (791920) 2020 JL50
- (791921) 2020 KY9
- (791922) 2020 KK10
- (791923) 2020 KF14
- (791924) 2020 KY34
- (791925) 2020 KZ36
- (791926) 2020 KG37
- (791927) 2020 KN37
- (791928) 2020 KR37
- (791929) 2020 KR45
- (791930) 2020 KD51
- (791931) 2020 KW61
- (791932) 2020 LS13
- (791933) 2020 LX13
- (791934) 2020 MQ27
- (791935) 2020 MX36
- (791936) 2020 MG41
- (791937) 2020 MR43
- (791938) 2020 MB45
- (791939) 2020 MX46
- (791940) 2020 NU6
- (791941) 2020 OU6
- (791942) 2020 OQ7
- (791943) 2020 OS12
- (791944) 2020 OB13
- (791945) 2020 OM25
- (791946) 2020 ON34
- (791947) 2020 OP35
- (791948) 2020 OB65
- (791949) 2020 OA66
- (791950) 2020 OX79
- (791951) 2020 OJ80
- (791952) 2020 OL80
- (791953) 2020 OQ86
- (791954) 2020 OL100
- (791955) 2020 OF102
- (791956) 2020 ON108
- (791957) 2020 OU129
- (791958) 2020 PZ8
- (791959) 2020 PX16
- (791960) 2020 PQ21
- (791961) 2020 PT22
- (791962) 2020 PF50
- (791963) 2020 PL53
- (791964) 2020 PX53
- (791965) 2020 PA54
- (791966) 2020 PO54
- (791967) 2020 PB55
- (791968) 2020 PU55
- (791969) 2020 PN56
- (791970) 2020 PK63
- (791971) 2020 PL65
- (791972) 2020 PJ70
- (791973) 2020 PF74
- (791974) 2020 PH75
- (791975) 2020 PM75
- (791976) 2020 PH76
- (791977) 2020 PD81
- (791978) 2020 PA82
- (791979) 2020 PM87
- (791980) 2020 PQ92
- (791981) 2020 PJ94
- (791982) 2020 PY111
- (791983) 2020 QP6
- (791984) 2020 QM9
- (791985) 2020 QL17
- (791986) 2020 QE37
- (791987) 2020 QU37
- (791988) 2020 QQ50
- (791989) 2020 QL51
- (791990) 2020 QN52
- (791991) 2020 QQ65
- (791992) 2020 QG67
- (791993) 2020 QJ70
- (791994) 2020 QC75
- (791995) 2020 QV75
- (791996) 2020 QA76
- (791997) 2020 QC77
- (791998) 2020 QJ77
- (791999) 2020 QF84
- (792000) 2020 QO84